# Jiří Mrkvička
Jiří Mrkvička (18. března 1931, Slatiňany – 25. prosince 2003, Chrudim) byl český psycholog.

## Život
Vystudoval Filozofickou fakultu Univerzity Karlovy. Po celý život pracoval na psychiatrickém oddělení nemocnice v Pardubicích. Přednášel a publikoval na konferencích, přispíval do časopisů, rozhlasu i televize.

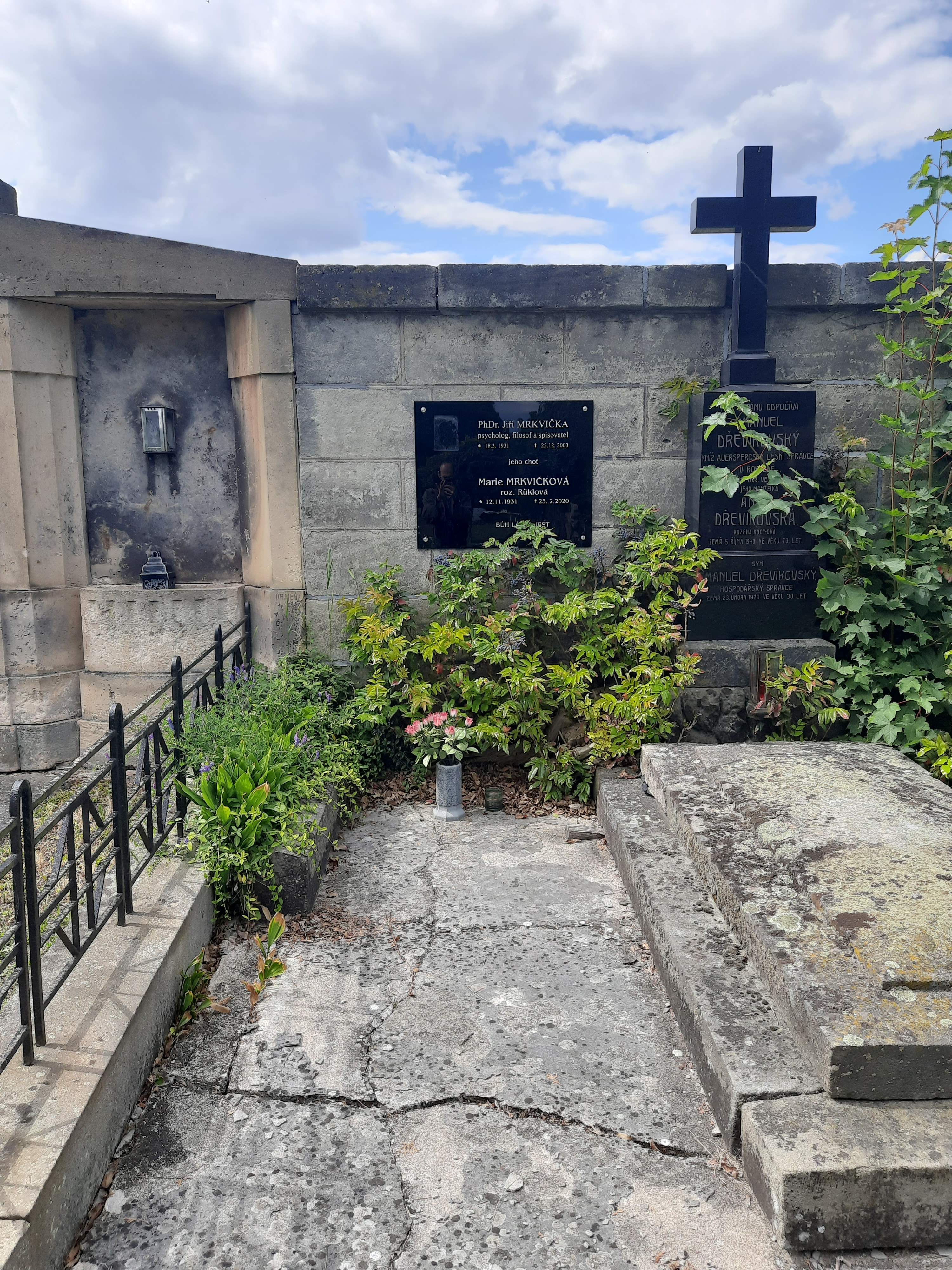
Hrob Jiřího Mrkvičky na hřbitově U Kříže v Chrudimi

Zemřel 25. prosince 2003 v Chrudimi ve věku 72 let. Pohřben byl na zdejším hřbitově U Kříže.

## Dílo
- Škola pro snoubence a novomanžele (1976, 1979)
- Hovory s tebou (1974)
- Člověk v akci: motivace lidského jednání (1971)
- Knížka o radosti: rozpravy o růstu a tvorbě osobnosti (1984, 2013)